# Amenra
Amenra (uitgesproken als “Amen Ra”) is een Belgische post- of Doommetalband gevormd in 1999 te Kortrijk. De naam van de Kortrijkse post-metalband verbindt het Bijbelse Amen met de Egyptische god Ra en staat voor de visie van de muzikanten op moraal en leven.

## De beginjaren
Na het uiteenvallen van de H8000-hardcoreband Spineless richtten zanger Colin H van Eeckhout, gitarist Mathieu Vandekerckhove en bassist Kristof Mondy een nieuwe band op. Met Amenra wilde het trio intensere en meer introspectieve muziek brengen. Drummer Bjorn Lebon kwam bij de band en in 2003 bracht Amenra hun eerste album Mass I uit. Onder andere door hun optreden op Ieperfest kreeg de band aandacht uit de Europese undergroundhardcore- en metalhoek.
Terwijl Amenra experimenteerde met zowel de bandsamenstelling als hun sound kwam rond 2003 gitarist Vincent Tetaert bij de groep. In deze periode schreef de band ook Mass II (2004) en Mass III (2005). Nadat ze vooral door laatstgenoemde onder de aandacht van de media kwamen, vergaarde Amenra een aanzienlijke aantal fans. Met hun steeds imposanter wordende optredens - waarbij met videoprojecties en rituelen werd geëxperimenteerd - passeerde Amenra op heel wat Belgische festivals, gevolgd door een eerste tournee in Amerika.

## Church of Ra
Naast het vinden van een eigen sound, begon Amenra in deze periode ook steeds meer tijd te spenderen aan de omkadering van hun muziek. Dit niet alleen door het uitbouwen van een eigenzinnige liveshow, maar ook onder meer door het oprichten van de Church of Ra, een collectief van gelijkgestemden. Vaak zijn dit vrienden-kunstenaars die de werkwijze en thematiek van de band delen. Met de Church Of Ra speelt Amenra ook optredens, meestal in een speciale setting. De bekendste 'leden' van de Church of Ra zijn Oathbreaker, The Black Heart Rebellion en de zijprojecten van de Amenra-bandleden.

## 2008 - heden
In de nasleep van de opnieuw positieve ontvangst voor hun nieuwe album Mass IIII in 2008 maakte Amenra opnieuw een Amerikaanse en enkele Europese tournees, waaronder met Converge en Neurosis. Een opmerkelijk optreden was dat op 23 oktober 2009 in Kortrijk, waar de meeste bandleden zijn geboren. De band speelde er in een uitverkocht stadstheather met videokunst en moderne dans. Het optreden verscheen later op dvd.
Tussen de Mass-albums is Amenra te horen op een aantal split-ep's. Ook komt na Mass IIII de akoestische ep Afterlife uit. In 2012 volgde Mass V. Voor het eerst verliep de productie samen met Billy Anderson (Neurosis, Swans, ...) en werd het album uitgebracht door het Amerikaanse Neurot Recordings. In 2016, na een akoestische tour, werden op Alive de oudere nummers uit Afterlife gebundeld met nieuwe akoestische bewerkingen.
In 2024 wonnen ze de World Soundtrack Award "Beste Originele Muziek voor een Belgische Productie" voor hun muziek bij de film Skunk.

## Thema's
Vaak terugkerende thema's in Amenra's teksten zijn de dualiteit van geboorte en dood, licht en duisternis, en pijn en offer.
De band haalt inspiratie uit religies en psychologische aspecten en gebruiken ze voor hun eigen geloof en ethiek.

## Locaties
Amenra houdt regelmatig optredens op ongewone locaties, zoals verlaten kerken en kapellen, bossen en grotten.

## Discografie

### Studioalbums
- 2003: Mass I
- 2005: Mass II Sermons
- 2005: Mass III (Hypertension Records)
- 2008: Mass IIII (Hypertension Records)
- 2012: Mass V (Neurot Records)
- 2016: Alive (Consouling Sounds)
- 2017: Mass VI (Neurot Recordings)
- 2021: De Doorn (Relapse Records)

### Splits
- 2004: Vuur / Amenra 7"
- 2004: Vuur / Amenra / Gameness / Gantz CD
- 2007: Amenra / Hitch 7"
- 2011: Amenra / Hive Destruction 10"
- 2011: Amenra / The Black Heart Rebellion 12"
- 2011: Amenra / Oathbreaker 7"
- 2012: Amenra / Hessian 7"
- 2014: Amenra / Madensuyu 10"
- 2014: Amenra / VVOVNDS 12"
- 2014: Amenra / Eleanora 10"
- 2014: Amenra / Treha Sektori 10"
- 2015: Amenra / Sofie Verdoodt 7"
- 2017: Amenra / Raketkanon 10"

### Ep's
- 2004: Prayers 9+10 12"
- 2009: Afterlife 10" + CD

### Dvd's
- 2005: Mass III (pre-order special Hypertension Records)
- 2009: Church of Ra
- 2009: 23.10
- 2013: 01.06 (FortaRock 2013)
- 2013: 22.12 (Ancienne Belgique 2012)

### Boeken
- 2008: Church Of Ra

### De Zwaarste Lijst
| Nummer                    | 2009* | 2010* | 2011* | 2012* | 2013 | 2014 | 2015 | 2016 | 2017 | 2018 | 2019 | 2020 | 2021 | 2022 | 2023 | 2024 | 2025 |
| ------------------------- | ----- | ----- | ----- | ----- | ---- | ---- | ---- | ---- | ---- | ---- | ---- | ---- | ---- | ---- | ---- | ---- | ---- |
| A Mon Âme                 | -     | -     | -     | -     | -    | -    | -    | -    | -    | -    | -    | -    | 289  | 203  | -    | -    | -    |
| A Solitary Reign          | -     | -     | -     | -     | -    | -    | -    | -    | -    | -    | 36   | 7    | 5    | 4    | 3    | 2    | 1    |
| Am Kreuz                  | -     | -     | -     | -     | -    | -    | -    | -    | -    | -    | -    | -    | 145  | 160  | -    | -    | -    |
| Boden                     | -     | -     | -     | -     | -    | -    | -    | -    | -    | -    | -    | -    | 159  | 217  | -    | -    | -    |
| Children of the eye       | -     | -     | -     | -     | -    | -    | -    | -    | -    | -    | -    | -    | 71   | 440  | -    | -    | -    |
| De dodenakker             | -     | -     | -     | -     | -    | -    | -    | -    | -    | -    | -    | -    | 198  | 173  | -    | -    | -    |
| De Evenmens               | -     | -     | -     | -     | -    | -    | -    | -    | -    | -    | -    | -    | -    | 50   | 61   | 45   | 32   |
| Diaken                    | -     | -     | -     | -     | -    | -    | -    | -    | -    | -    | -    | -    | 205  | 167  | -    | -    | -    |
| Ogentroost                | -     | -     | -     | -     | -    | -    | -    | -    | -    | -    | -    | -    | -    | 244  | -    | -    | -    |
| Plus pres de toi          | -     | -     | -     | -     | -    | -    | -    | -    | -    | -    | -    | -    | 347  | 298  | -    | -    | -    |
| Razoreater                | -     | -     | -     | -     | -    | -    | -    | -    | -    | 62   | 44   | 40   | 23   | 22   | 41   | 55   | 41   |
| Silver Needle Golden Nail | -     | -     | -     | -     | -    | -    | -    | -    | -    | -    | -    | -    | 270  | -    | -    | -    | -    |
| Terziele                  | -     | -     | -     | -     | -    | -    | -    | -    | -    | -    | -    | -    | 545  | -    | -    | -    | -    |
| Voor immer                | -     | -     | -     | -     | -    | -    | -    | -    | -    | -    | -    | -    | -    | 94   | -    | -    | -    |

- Tot 2012 had de Zwaarste Lijst 70 plaatsen. Dit werd vanaf 2013 verminderd tot 66. In 2021 en 2022 bevatte de lijst 666 plaatsen.